# Château espagnol de Tarente
Le château espagnol est un complexe militaire construit à la fin du XVe siècle situé à Tarente, province de Tarente dans les Pouilles. 

## Historique
Le château, datant de la fin du XVe siècle, a été construit pour sa position stratégique permettant de contrôler le port de la même ville, lors de la descente des Espagnols pour conquérir le royaume de Naples.
Le site avait été choisi auparavant par les Romains pour établir leurs castra, camps fortifiés dans des positions stratégiques. Pour preuve, de nombreuses découvertes archéologiques datant de l'époque de l'Empire romain ont été découvertes dans la région.
Au fil des années, après avoir été principalement utilisé pour la culture des champs et la production de blé et d'huile, de nombreuses familles aristocratiques ont utilisé le château comme résidence de campagne, parmi lesquelles la famille Ameglio, qui possédait également des palais dans la ville.

## Description

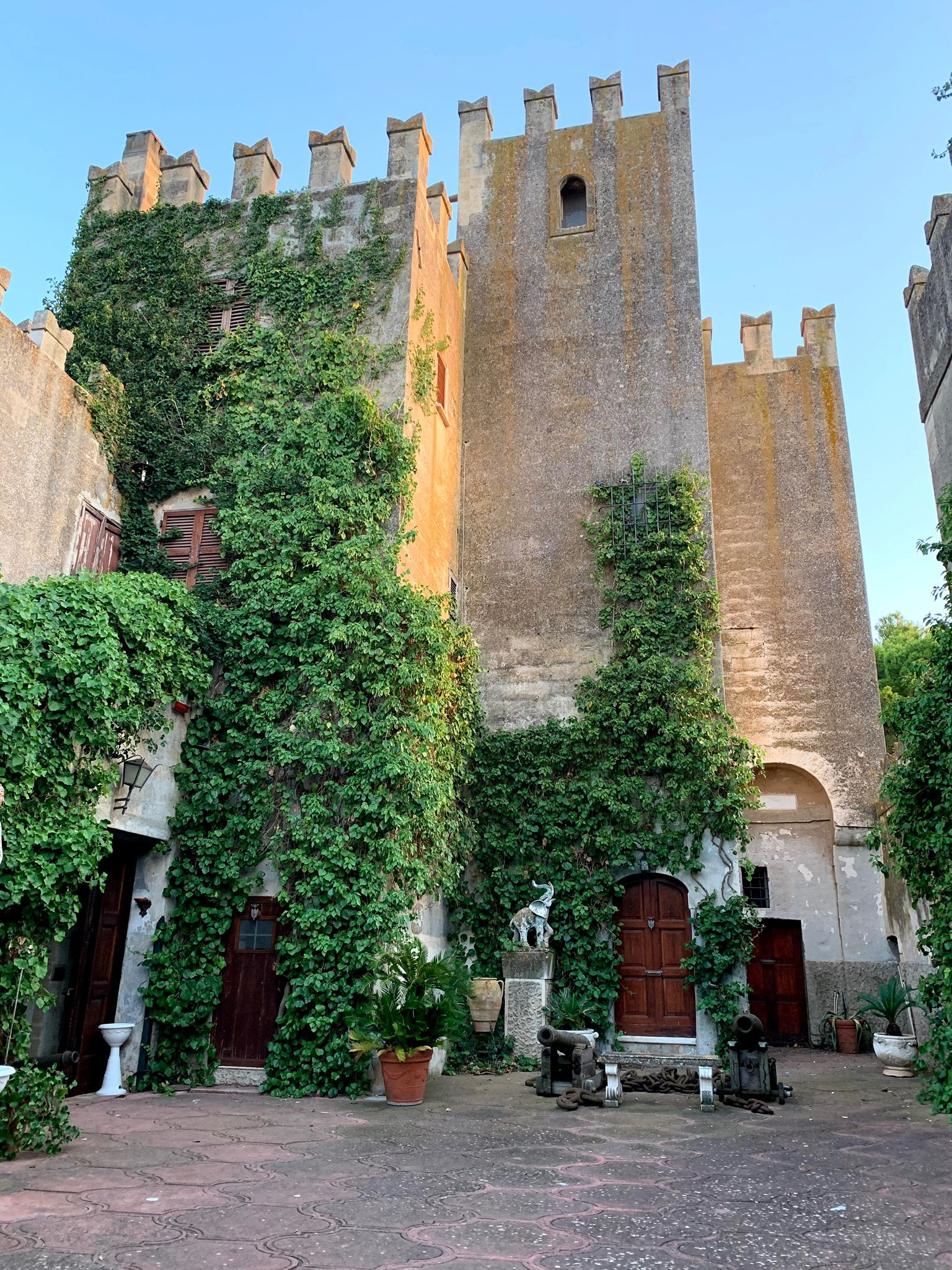
Le donjon ou la tour fortifiée qui se dresse au centre du château espagnol.

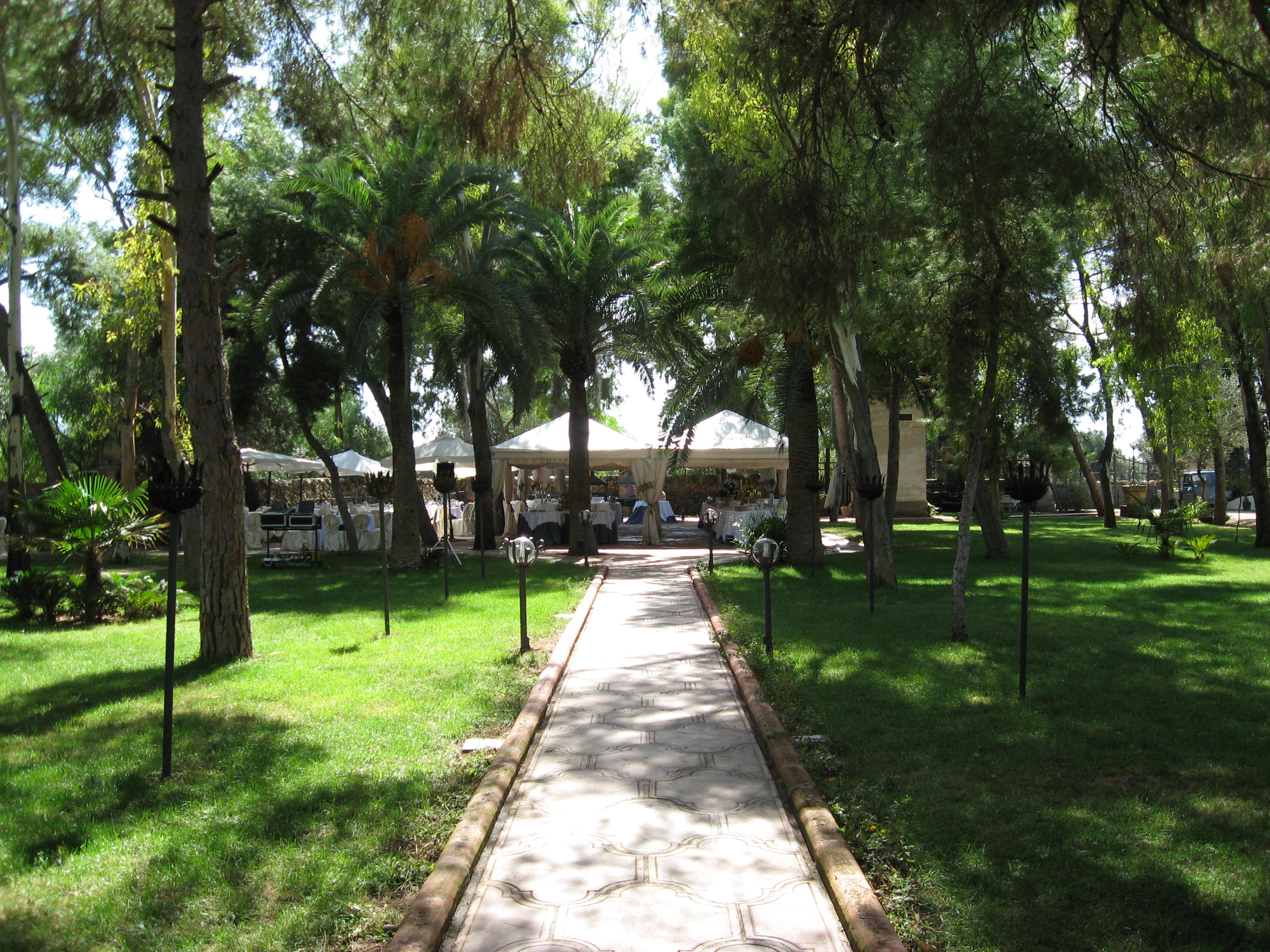
Le parc.

Il s'agit d'un bâtiment de plan carré, avec une cour centrale et diverses pièces utilisées comme entrepôts, cuisines et écuries. La résidence seigneuriale était située à l'étage supérieur et précisément dans la zone la plus protégée du château, c'est-à-dire celle sur laquelle se détache le donjon. Sur le côté se trouve une chapelle avec un clocher et, à l'arrière, un grand jardin qui accueillait les nobles pendant leurs loisirs.
Maintenant le château, avec deux grandes salles de réception, est un cadre idéal et un lieu prestigieux pour la tenue d'événements particuliers tels que mariages, baptêmes, communions, réunions, conférences, conférences de presse.